# Agguato nell'invisibile
Agguato nell'invisibile è un romanzo giallo del 1948 scritto da Herbert Brean.
È il numero 295 della serie Il Giallo Mondadori.
È il numero 1236 della serie I Classici del Giallo Mondadori.

## Trama
Reynold Frame è giornalista free-lance che arriva a Wilders Lane per scrivere degli articoli sulla storia della cittadina. Poco dopo il suo arrivo, viene a conoscenza della storia della famiglia Wilder, la quale durante l'ultimo secolo e mezzo, ha visto scomparire molti componenti della famiglia. Dopo qualche giorno dal suo arrivo a casa Wilder (come cliente del loro albergo), un altro Wilder scompare senza lasciare traccia. Dopo aver indagato un po', Frame riesce a scoprire il mistero dei Wilder scomparsi. Nella cantina dei Wilder scopre un nascondiglio segreto coi resti dei Wilder scomparsi 150 anni fa. Poi Head messo alle stretta da Frame, racconta che il penultimo Wilder scomparso,in realtà, era scappato dalla cittadina con il figlio Bill avuto da Cora Wilder, poi impazzita dal dolore.
Frame a questo punto comprende che l'ultima Wilder scomparsa, Ellen, era stata uccisa da Bill, il cui intento era quello di sposare Costance e recuperare la posizione che sarebbe spettata a suo padre.

## Edizioni
- Herbert Brean, Agguato nell'invisibile, collana I Classici del Giallo Mondadori n.1236, Milano, Mondadori, 2010,  p. 203.